# Etnesjøen
Etne este o localitate din comuna Etne, provincia Hordaland, Norvegia, cu o suprafață de 1,17 km² și o populație de 1.159 locuitori (2013).